# Ingo Zettler
Ingo Zettler ist ein deutscher Psychologe und Professor für Persönlichkeits- und Sozialverhalten am Department of Psychology der Universität Kopenhagen. Er ist Direktor des Copenhagen Center for Social Data Science (SODAS). Zettlers Forschung umfasst u. a. Unehrlichkeit, prosoziales Verhalten, offene Wissenschaft sowie aversive („dunkle“) Persönlichkeitsmerkmale; zusammen mit Koautoren prägte er das Konzept des „Dark Factor of Personality (D)“ und veröffentlichte dazu Arbeiten in Psychological Review und Psychological Assessment.

## Leben
Zettler studierte Psychologie an der Universität Bonn (2001–2006) und schloss dort im November 2006 als Diplom-Psychologe ab. Er promovierte 2009 (Dr. phil.) an der RWTH Aachen, wo er von 2006 bis 2010 als wissenschaftlicher Mitarbeiter tätig war. Von 2010 bis 2014 arbeitete er an der Universität Tübingen, zuletzt (2012–2014) als Leiter einer Nachwuchsgruppe an der Wirtschafts- und Sozialwissenschaftlichen Fakultät. Seit Februar 2014 ist er an der Universität Kopenhagen; nach Stationen als Associate Professor (2014–2017) und Professor with Special Responsibilities (2017–2020) wurde er im Dezember 2020 Professor für Persönlichkeits- und Sozialverhalten am Department of Psychology.

## Wirken
Zettler ist Mitglied der Forschungsgruppe „Copenhagen Personality and Social Psychology (CoPSY)“ am Department of Psychology. Als Mitautor mit Morten Moshagen und Benjamin E. Hilbig beschrieb er den gemeinsamen Kern aversiver Persönlichkeitsmerkmale („D“) als allgemeine dispositionale Tendenz, aus der sich spezifische „dark traits“ ergeben. In anschließenden Arbeiten befasste er sich mit der Messung dieses Faktors und dessen Stabilität und Veränderung. Darüber hinaus publizierte Zettler zu großskaligen nomologischen Bezügen des HEXACO-Modells der Persönlichkeit (Meta-Analyse). 2025 war er Mitautor einer Studie in PNAS, die zeigt, dass aversive gesellschaftliche Bedingungen (u. a. Korruption und Ungleichheit) Unterschiede in „dunkler“ Persönlichkeit zwischen Ländern und US-Bundesstaaten erklären. Neben seiner Forschung ist Zettler als Gutachter und Herausgeber in der Fachcommunity aktiv, wie seine Profilseite mit Editor- und Review-Tätigkeiten dokumentiert.

## Veröffentlichungen (Auswahl)
- Geiger, M., Rees, F., Lilleholt, L., Santana, A. P., Zettler, I., Wilhelm, O., Betsch, C., & Böhm, R. (2022). Measuring the 7Cs of vaccination readiness. European Journal of Psychological Assessment, 38(4), 261–269. https://doi.org/10.1027/1015-5759/a000663
- Moshagen, M., Hilbig, B. E., & Zettler, I. (2018). The dark core of personality. Psychological Review, 125(5), 656–688. https://doi.org/10.1037/rev0000111
- Pummerer, L., Böhm, R., Lilleholt, L., Winter, K., Zettler, I., & Sassenberg, K. (2022). Conspiracy theories and their societal effects during the COVID-19 pandemic. Social Psychological and Personality Science, 13(1), 49–59. https://doi.org/10.1177/19485506211000217
- Zettler, I., Schild, C., Lilleholt, L., Kroencke, L., Utesch, T., Moshagen, M., Böhm, R., Back, M. D., & Geukes, K. (2022). The role of personality in COVID-19-related perceptions, evaluations, and behaviors: Findings across five samples, nine traits, and 17 criteria. Social Psychological and Personality Science, 13(1), 299–310. https://doi.org/10.1177/19485506211001680
- Zettler, I., Thielmann, I., Hilbig, B. E., & Moshagen, M. (2020). The nomological net of the HEXACO model of personality: A large-scale meta-analytic investigation. Perspectives on Psychological Science, 15(3), 723–760. https://doi.org/10.1177/1745691619895036